# Lindsaea surinamensis
Lindsaea surinamensis är en ormbunkeart som beskrevs av Posthumus. Lindsaea surinamensis ingår i släktet Lindsaea och familjen Lindsaeaceae. Inga underarter finns listade.